# Mosquée centrale de Séoul
La Mosquée centrale de Séoul a été construite en 1976. Seule mosquée de Séoul, elle est située dans l'arrondissement Yongsan-gu. Chaque vendredi, elle accueille jusqu'à 800 fidèles.

## Source
- (en) Cet article est partiellement ou en totalité issu de l’article de Wikipédia en anglais intitulé « Seoul Central Mosque » (voir la liste des auteurs).